# Tomáš Poláček
Tomáš Poláček (ur. 29 sierpnia 1980 w Pradze) – czeski piłkarz grający w FK Mladá Boleslav na pozycji lewego pomocnika.
Jest wychowankiem Slavii Praga, do której trafił w wieku 14 lat. W jej barwach zadebiutował w pierwszej lidze czeskiej, jednak większość czasu spędzał grając w rezerwach Slavii. W 2000 roku przeszedł do SIAD-u Most stając się jednym z najlepszych zawodników zespołu i wywalczył z nim awans do pierwszej ligi. 1 sierpnia 2005 podpisał kontrakt ze Spartą Praga, ale spędził w niej tylko rok. W lipcu 2006 przeszedł do Mlady Boleslav.